# Реџи Еванс
Реџи Еванс (енгл. Reggie Evans; Пенсакола, Флорида, САД, 18. мај 1980) амерички је кошаркаш. Игра на позицији крилног центра, а тренутно је је члан Сакраменто Кингса. Пријавио се на НБА Драфт 2002. али није изабран.

## Универзитет
Похађао је универзитет „Coffeyville Community College“, али се након само две године пребацио на универзитет у Ајови. 2001. године, Еванс је предовдио Биг Тен конференцију у скоковима и проглашен је најкориснијим играчем Биг Тен такмичења. Своју универзитетску каријеру закључио је изборима у Ол-Американ и Ол-Биг Тен екипама.

## НБА каријера
Након неуспеха на драфту, Еванс је, као слободан играч, потписао за Сијетл Суперсониксе. У сезони 2004/05., с обзиром на одигране минуте по утакмици, Еванс је предводио лигу у скоковима и упркос томе што је, у просеку, на терену проводио само 24 минута, Еванс је завршио девети у поретку најбољих скакача лиге. 6. децембра 2005, Еванс је морао пропустити почетак треће четвртине утакмице са Њујорк Никсима. Наиме, појавила се сумња да Еванс узима недозвољене стероиде, па се тако тестирање спровело у полувремену утакмице. Убрзо након тестирања, добијени налази показали су да је Еванс негативан на одређену супстанцу. 26. фебруара 2006. Еванс је мењан у Денвер Нагетсе. У првих пет утакмица у дресу Нагетса, Еванс је остварио врло високу минутажу, а 10. марта 2006, у утакмици с Торонто Репторсима, Еванс је остварио 0 поена и 20 скокова. То је било први пута, након Дениса Родмана и 1997. године, да неки играч није остварио нити један поен, а да је сакупио 20 скокова у утакмици. Током плејофа 2006. године, Еванс је с намером ухватио Криса Кејмена за тестисе чиме је зарадио казну од 10 хиљада долара. 10. септембра 2007. Еванс је мењан у Филаделфија Севентисиксерсе заједно са правима на Рики Санчеза у замену за Стивена Хантера и Бобија Џоунса. У сезони 2007/08., Еванс је заузео стартно место крилног центра екипе, и одвео Сиксерсе од најгоре скакачке екипе до уврштења у најбољих 15 скакачких екипа лиге. Те сезоне Еванс је пропустио само једну утакмицу. 9. јуна 2009. Еванс је мењан у Торонто у замену за Џејсона Капона. Међутим Еванс није остварио наступ за Репторсе све до 10. фебруара 2010. због повреде зглоба. 24. новембра 2010. Еванс је постигао рекорд каријере када је забележио 22 скока (уз 12 поена) у победи Торонта над Филаделфијом од 106-90. 22. децембра 2011. Еванс је потписао једногодишњи уговор са Клиперсима. Сезону у Клиперсима Еванс је завршио са просечно 1,9 поена и 4,8 скокова за 13,8 минута у одиграних 56 утакмица. 11. јула 2012. Еванс је мењан у Бруклин Нетсе.